# Гальциньяно-Терме
Гальциньяно-Терме (итал. Galzignano Terme) — коммуна в Италии, располагается в провинции Падуя области Венеция.
Население составляет 4363 человек, плотность населения составляет 235 чел./км². Занимает площадь 18 км². Почтовый индекс — 35030. Телефонный код — 049. 
Покровительницей коммуны почитается Пресвятая Богородица, празднование 7 октября.
В состав коммуны входит бывшая деревня Вальсанцибио, известная барочными садами виллы Барбариго.